# CyanogenMod
CyanogenMod (pronunciat /saɪ.ˈæn.oʊ.ˌdʒɛn.mɒd/), generalment abreujat CM, és un sistema operatiu de codi obert per telèfons intel·ligents i tauletes tàctils, basat en la plataforma mòbil Android. Es desenvolupa com a programari lliure i de codi obert basat en les publicacions oficials d'Android per Google, amb addició de codi de tercers original. Es basa en un model de desenvolupament de publicació contínua.
Cyanogenmod ofereix característiques i opcions que no es troben al microprogramari oficial distribuït pels proveïdors de dispositius mòbils. Cyanogenmod té funcionalitats diverses, com el suport nadiu de temes, suport del còdec d'àudio FLAC, una gran llista de noms de punt d'accés, un client OpenVPN, Privacy Guard (aplicació de gestió de permisos per aplicació), suport per tethering a través d'interfícies comunes, forçament de la CPU i altres millores de rendiment, desbloqueig del carregador de l'arrencada i accés com a superusuari, botons programables i altres "ajustos de tauleta", commutadors ràpids accessibles des d'un desplegable (com ara de Wi-Fi, Bluetooth i GPS), i altres millores en la interfície. Cyanogenmod no conté programari espia ni programari pre-instal·lat, segons els seus desenvolupadors.
Cyanogenmod també es diu que augmenta el rendiment i la fiabilitat en comparació amb les versions oficials de microprogramari.
Encara que només un subconjunt del total d'usuaris de Cyanogenmod decideixen informar del seu ús del microprogramari, a data de 23 de març de 2015, alguns informes indiquen que més de 50 milions de persones utilitzen Cyanogenmod en els seus telèfons.
El 2013, el fundador del projecte, Steve Kondik, va anunciar que s'havia obtingut finançament de capital de risc per establir Cyanogen Inc. com a empresa comercial per desenvolupar i comercialitzar el microprogramari més àmpliament. Aquest anunci va provocar controvèrsia dins de la comunitat, amb alguns desenvolupadors protestant que no s'estava abordant de manera adequada la problemàtica dels drets i llicències, el reconeixement i la compensació dels antics desenvolupadors, i no s'estava honorant l'esperit original del projecte comunitari. Aquestes afirmacions van ser rebutjades per Kondik, que va confirmar el seu suport a la comunitat i va afirmar que la majoria del codi Cyanogenmod, com Android en general, està limitat per una llicència Apache no-restrictiva.

## Història i desenvolupament
Poc després de la introducció del telèfon mòbil HTC Dream (anomenat "T-Mobile G1" als Estats Units) el setembre de 2008, es va descobrir un mètode per aconseguir el control privilegiat (anomenat "accés root") del subsistema d'Android, que estava basat en Linux. Tenir accés privilegiat, combinat amb la natura de codi obert del sistema operatiu Android, permetia modificar i tornar a instal·lar el microprogramari que venia de fàbrica del telèfon.
L'any següent, els entusiastes d'Android van començar a desenvolupar i distribuir firmwares modificats per al Dream. Un d'ells, mantingut per un desenvolupador anomenat JesusFreke, es va fer popular entre els usuaris del Dream. L'agost de 2009, JesusFreke va deixar de treballar en el seu firmware, i va recomanar als usuaris que es canviessin a una versió de la seva ROM que el desenvolupador Cyanogen (Steve Kondik) havia millorat encara més. Aquesta versió s'anomenava "CyanogenMod".
CyanogenMod va anar creixent en popularitat, i una comunitat de desenvolupadors, anomenada "equip CyanogenMod" (i de manera informal "Equip Douche") hi van fer aportacions. En pocs mesos, el nombre de dispositius i funcions compatibles amb CyanogenMod va disparar-se i CyanogenMod es va convertir en una de les distribucions populars de microprogramari d'Android.
Igual que molts projectes de codi obert, CyanogenMod es desenvolupa utilitzant un sistema de control de versions distribuït amb els repositoris oficials allotjats a GitHub. Els col·laboradors presenten els canvis per a noves funcionalitats o correccions d'errors utilitzant Gerrit. Les contribucions les pot provar qualsevol persona, els usuaris registrats hi poden votar a favor o en contra, i la decisió d'acceptar-les en el codi la pren algun dels pocs desenvolupadors de CyanogenMod.
Una versió d'ADW.Launcher, un llançador d'alternatiu (pantalla inicial) per al sistema operatiu Android,
va esdevenir el llançador per defecte en Cyanogenmod 5.0.8. El llançador proporciona funcions addicionals no previstes pel llançador per defecte d'Android, incloent més capacitats de personalització (inclosos els temes d'icones, efectes i comportament), la capacitat de còpia de seguretat i restaurar els valors de configuració, i altres característiques. A partir de la versió 9, utilitzen el llançador propi de CyanogenMod, Trebuchet, s'inclou en el microprogramari.
Inicialment, els comunicats de CyanogenMod es van proporcionar en nightly, milestone, i "versions estables"; com les de CyanogenMod 11 M6, ja no s'utilitzarà l'etiqueta "estable", havent estat suplantada per "milestone" versions M que formen part de CyanogenMod amb el model de desenvolupament rolling release.
Algunes versions no oficial construeixen per als dispositius compatibles i s'enumeren en la CyanogenMod Wiki.
Llista actual de versions de CyanogenMod:
- CyanogenMod 3 (basat en Android "Cupcake" 1.5.x, versió inicial)
- CyanogenMod 4 (basat en Android "Cupcake" i "Donut" 1.5.x i 1.6.x)
- CyanogenMod 5 (basat en Android "Eclair" 2.0/2.1)
- CyanogenMod 6 (basat en Android "Froyo" 2.2.x)
- CyanogenMod 7 (basat en Android "Gingerbread" 2.3.x)
- CyanogenMod 9 (basat en Android "Ice Cream Sandwich" 4.0.x, important reforma d'interfície d'usuari)
- CyanogenMod 10 (basat en Android "Jelly Bean" 4.1.x – 4.3.x)
- CyanogenMod 11 (basat en Android "KitKat" 4.4.x)
- CyanogenMod 12 (basat en Android "Lollipop" 5.0.x – 5.1.x, important reforma d'interfície d'usuari)
- CyanogenMod 13 (basat en Android "Marshmallow" 6.0.x)
- CyanogenMod 14.1 (basat en Android "Nougat" 7.1.x)

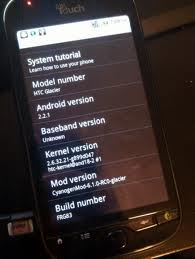
Un myTouch 4G corre CyanogenMod 6.1

### CyanogenMod 7
El microprogramari de CyanogenMod 7 es basa en Android 2.3 Gingerbread
amb codi personalitzat addicional aportat per l'equip de Cyanogenmod. Les porcions personalitzats de Cyanogenmod estan escrits principalment per Cyanogen(Steve Kondik) però inclouen aportacions de la comunitat xda-developers (com ara un llançador millorat, marcador, i explorador) i el codi de projectes de codi obert establertes (com BusyBox a la shell).
El desenvolupament de CyanogenMod 7 començar quan Google va llançar el codi font d'Android 2.3. El 15 de febrer de 2011, els primers candidats d'alliberament de CyanogenMod 7 s'han anat estenent en diversos dels dispositius compatibles. La quarta versió candidata va ser posat en llibertat el 30 de març de 2011 i va portar un major suport per a la Nook Color i dispositius similars, així com moltes correccions d'errors. L'11 d'abril de 2011, la versió pública de CyanogenMod 7.0 va ser llançat, basada en Android 2.3.3. CyanogenMod 7.1 va ser llançat el 10 d'octubre de 2011, basat en Android 2.3.4. L'última versió estable, CyanogenMod 7.2 va ser llançat el 16 de juny de 2012, basat en Android 2.3.7, portant un marcador telefònic predictiu, actualitzacions de pantalla de bloqueig, animació backports ICS i moltes correccions d'errors.

### CyanogenMod 8
La versió de CyanogenMod 8 va ser planejat per ser basat en Android 3.x Honeycomb. No obstant això, cap codi font d'Honeycomb va ser proporcionada per Google fins que va aparèixer en la història de l'arbre de l'alliberament font 4.0 Ice Cream Sandwich d'Android. Des Honeycomb va ser reemplaçat per Ice Cream Sandwich, el calendari de llançaments va avançar de CyanogenMod 7 directament a CyanogenMod 9.

### CyanogenMod 9

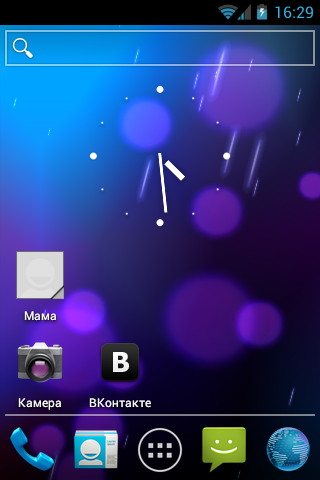
CyanogenMod 9 en Galaxy Ace GT-S5830

CyanogenMod 9 es basa en Google Android 4.0 Ice Cream Sandwich i la primera versió de Cyanogenmod utilitzar el llançador Trebuchet. Steve Kondik i el seu equip van anunciar que havien començat a treballar en la nova versió després que Google va alliberar el codi font d'Android 4.0.1. El desenvolupament sobre aquest comunicat va prendre més temps que amb les versions anteriors, a causa de la importància dels canvis entre Android 2.3 "Gingerbread" i 4.0 "Ice Cream Sandwich", i l'equip va aprofitar l'oportunitat per aclarir la seva visió per al ROM i repensar les modificacions que eren ja no eren necessàries a causa de les millores d'Android.
Pels últims dies de novembre de 2011, algunes versions alfa s'havien distribuït, en particular per als telèfons mòbils de Samsung Nexus S i Galaxy S. El 9 d'agost de 2012, després de diverses betes i alliberen candidats, Cyanogenmod va llançar la versió acabada de Cyanogenmod 9. Tenint en compte que la propera versió d'Android, 4.1 "Jelly Bean", que ja s'havia donat a conèixer per aquest punt, el desenvolupament es va moure ràpidament a CyanogenMod 10. El 29 d'agost de 2012, CyanogenMod llançat una actualització menor, la versió 9.1.0, amb correccions d'errors que porten i un aplicació crida SimplyTapp per pagaments amb NFC.
El 4 d'abril de 2012, durant el desenvolupament, CyanogenMod va donar a conèixer "Cid" (pronunciat /sɪd/), 
la nova mascota de CyanogenMod, que va substituir la mascota de l'anterior, Andy el skate "bugdroid". Dissenyat per l'usuari Ciao, Cid (C.I.D.) és una abreviatura de "Cyanogenmod ID".

### CyanogenMod 10
CyanogenMod 10.0
A principis de juliol de 2012, l'equip de Cyanogenmod ha anunciat, a través del seu comte de Google+, que CyanogenMod 10 es basaria en Android 4.1 Jelly Bean. Les construccions Nightly de CyanogenMod 10 es van posar a disposició per a molts dispositius compatibles amb CyanogenMod 9. A partir de la construcció de Setembre de 2012 M1, l'equip de CyanogenMod va començar amb els comunicats mensuals "sèrie M". Al principi de cada mes, una congelació suau del codi base de CyanogenMod es posa en pràctica; una vegada que l'equip consideri una acumulació prou estable per a l'ús diari, que es publica sota la fita o una sèrie "M".
El 13 de novembre de 2012, la construcció final estable va ser posada en llibertat per a diversos dispositius.
CyanogenMod 10.1
CyanogenMod 10.1 es basa en Android 4.2 Jelly Bean. Les versions Nightly estan sent llançades actualment per a una gran varietat de dispositius, juntament amb M Snapshots (Instantànies Mensual) que s'estan llançat per a determinats dispositius.
El 24 de juny de 2013, el codi base de CyanogenMod 10.1.0 (basat en la versió Android 4.2.2) es va traslladar a l'estat "estable", amb una majoria dels dispositius compatibles actualment reben estable es basa en el mateix dia. Els desenvolupadors de CyanogenMod han indicat que seguiran la programació d'instantànies mensuals per incorporar noves funcions fins que la propera versió CyanogenMod. Malauradament, molts dispositius que utilitzen Samsung SoC Exynos i Nvidia Tegra 2 no eren part de la versió inicial.
CyanogenMod 10.2
La primera versió nightly de CyanogenMod 10.2, que es basa en Android 4.3 Jelly Bean, va començar el desplegament d'un nombre seleccionat de dispositius el 14 d'agost de 2013. Porta en algunes noves millores al sistema, com ara Bluetooth de baixa energia i suport per a OpenGL ES 3.0, una aplicació de telèfon renovada, suport de resolució 4K, així com moltes millores de seguretat i estabilitat.

### CyanogenMod 11

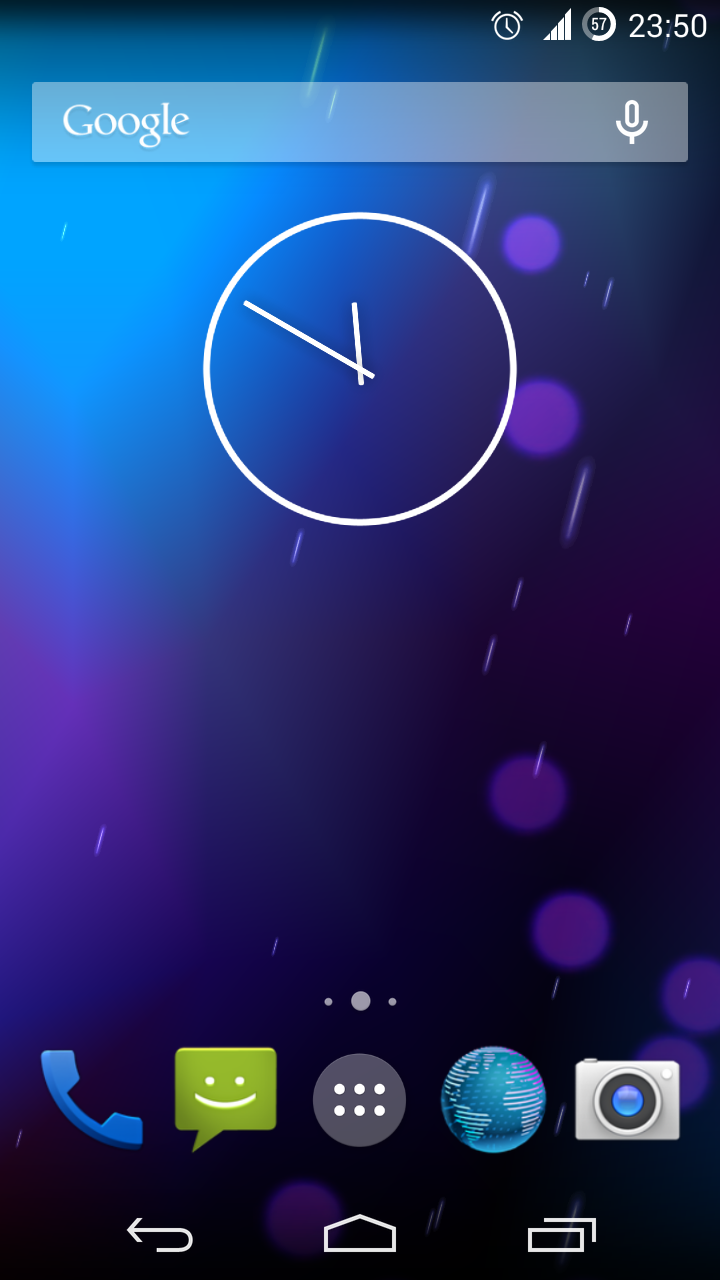
Pantalla d'inici de CyanogenMod 11, amb el llançador Trebuchet

El 6 de novembre de 2013, l'equip de Cyanogenmod va començar a pujar el codi de CyanogenMod 11, basat en Android 4.4 KitKat, a GitHub. La primera versió nightly de CyanogenMod 11.0 va començar el desplegament d'un nombre seleccionat dels dispositius, el 5 de desembre de 2013. Des de llavors, les construccions M han estat alliberades tots els mesos per als dispositius compatibles, oferint una experiència més estable que nightlies. Amb la construcció M6 es va aclarir que CyanogenMod ja no seria l'alliberament definitiu construeix especialment etiquetada "estable", però en el seu lloc faria servir el model rolling release amb construccions M representant un canal estable.

### CyanogenMod 12
La primera versió nightly de CyanogenMod 12, basada en Android 5.0 Lollipop, va començar el desplegament d'un nombre seleccionat de dispositius el 6 gener 2015.
Cyanogen OS 12, una variant de CyanogenMod 12 pels OnePlus One, Yu Yureka, va ser llançada l'abril de 2015. Yu Yuphoria va aconseguir Cyanogen OS 12 fora de la caixa quan va ser llançat al maig de 2015.
CyanogenMod 12.1
El primer llançament nocturn de Cyanogenmod 12.1, basat en Android 5.1, es va anunciar el 16 abril 2015. Una acumulació instantània estable va ser llançada l'1 de setembre 2015, però les versions Nightly segueixen llançant-se cada dia.
El Lenovo ZUK Z1, Wileyfox Swift i Storm van aconseguir Cyanogen OS 12.1 quan va ser llançat al setembre de l'any 2015. El YU Yureka, Yureka Plus, i Yuphoria van aconseguir l'actualització de Cyanogen OS 12.1 via OTA.

### CyanogenMod 13
La primera compilació nocturna de CyanogenMod 13.0, está basada en Android 6.0, va ser llançada el 23 de novembre de 2015 per a un petit nombre de dispositius, però a poc a poc va ser desenvolupat per a altres dispositius. Unes poques setmanes després de la primera compilació nocturna de CyanogenMod 13.0 amb Android 6.0, CyanogenMod se li va donar una actualització menor, i es va basar en Android 6.0.1. La primera compilació estable va ser llançada el 15 de març de 2016

### CyanogenMod 14.0
A causa de la ràpida alliberament d'Android 7.1, CyanogenMod es van saltar la producció de compilacions nocturnes de CyanogenMod 14.0. El codi va ser escrit inicialment per a CyanogenMod 14 ara està sent recollit dins de la branca de cm-14.1.

### CyanogenMod 14.1
La primera compilació experimental per a Cyanogenmod 14.1 basat en Android 7.1 va ser llançat per als dispositius Oneplus 3, on 4 November 2016. On 8 November 2016, official nightlies began per angler (Huawei Nexus 6P), bullhead (LG Nexus 5X), cancro (Xiaomi Mi3w/Mi4), d855 (LG G3), falcon/peregrine/thea/titan/osprey (variants del Moto G), h811/h815 (LG G4), klte/kltedv/kltespr/klteusc/kltevzw (Samsung Galaxy S5), oneplus3 (OnePlus 3), Z00L/Z00T (Zenphone 2). Faltaven algunes característiques de la signatura de Cyanogenmod, i va ser considerat "treball en progrés". Aquesta versió afegeix el suport multi-finestra.
Aquesta va ser la versió final per utilitzar el nom "CyanogenMod".

## Branca a LineageOS
Al Desembre de 2016 Cyanogen Inc. i el grup de desenvolupadors de CyanogenMod van arribar a un acord sobre fer una branca i reanomenar el codi de CyanogenMod en un nou projecte anomenatLineageOS, que està construït sobre les versions de CyanogenMod 13 i 14.1 and uses the name LineageOS for subsequent releases. Aquest projecte és compatible amb el Projecte LineageOS operat per la comunitat.

## Cyanogen Inc.

Logo de Cyanogen a partir de 2015

Cyanogen Inc. és una empresa finançada amb oficines les a Seattle i Palo Alto, California, anunciat oficialment el setembre de 2013, que té com a objectiu comercialitzar CyanogenMod.
El finançament va ser liderat per Mitch Lasky de Benchmark i criat amb $7 milions.

### Controvèrsia de comercialització
Els rumors dels plans per comercialitzar CyanogenMod, així com el posterior anunci de Cyanogen Inc. ha donat lloc a un cert nivell de la discòrdia dins de la comunitat CyanogenMod. Diversos desenvolupadors de CyanogenMod han expressat la seva preocupació que els desenvolupadors que havien prestat el seu treball en el passat no estaven sent degudament reconeguts o compensats per la seva feina gratuïta en el que ara era un projecte comercial, a més, que l'esperit original del projecte de la comunitat estava sent soscavada i que aquestes preocupacions no estaven sent abordats adequadament per Cyanogen Inc. Els exemples inclouen "la" aplicació de la càmera Focal "desenvolupador Guillaume Lesniak ('xplodwild') l'aplicació va ser retirada de CyanogenMod suposadament seguint les demandes de la nova societat per adoptar modificacions de codi tancat i llicències.
En resposta, Steve Kondik va afirmar el compromís de la comunitat, que indica que la majoria de CyanogenMod històricament no va utilitzar GNU General Public License però la Llicència Apache (la mateixa llicència utilitzada per Google per Android), i el doble de llicències s'estan proposant per oferir "un major grau de protecció als contribuents ... sense deixar d'oferir CM algunes de les llibertats que ofereix la llicència Apache":
Google ha fet tot el possible per evitar la GPL per la construcció dels seus propis components de baix nivell, com ara Dalvik i Bionic. En CM, l'únic component GPL que ve actualment a la ment que hem afegit és la nostra aplicació de la llanterna (originalment anomenat Nexus One Torch) […] La llicència Apache permeti específicament precisament el que vostè suggereix no és així. Una doble llicència faria el mateix, sinó també protegir els contribuents en obligar les entitats no afiliades per contribuir el retorn si utilitzen el programari en un context comercial. No és perquè CM pot tancar la font i encara enviar als nostres usuaris. Un cop més, no tenim plans de canviar llicències.
Focal és un cas especial que ha de ser GPL perquè […] focal utilitza un nombre de components GPL sota el capó […] Jo vaig proposar l'extensió de doble llicència com una forma d'evitar alguns dels problemes inherents amb la GPL i donar un major grau de llibertat per a ell i CM com a organització. Aquest és un model de llicència molt comú en el món del codi obert.
Però res d'això importa. No estem tancant la font o canviar la llicència de qualsevol codi que ha contribuït al projecte.  
El desenvolupador Entropy512 també va observar que CyanogenMod estava legalment obligat per la seva posició de fer alguns dels canvis de microprogramari, a causa de les llicències i la comercialització de les condicions Android ("termes CTS") que especifiquen quines aplicacions poden i no poden fer, i aquests es van plantejar en part per als desenvolupadors d'Android de Google informalment especulativa a conseqüència de la percepció d'alt perfil de CyanogenNod al mercat.
En el seu bloc de 2013 finançament, proveïdor de fons de risc de cianogen Mitch Lasky va començar:
| « | Benchmark té una llarga història de suport a projectes de codi obert intenció de convertir-se en empreses exitoses. La nostra història de codi obert inclou Red Hat, MySQL, SpringSource, JBoss, Eucalyptus, Zimbra, Elasticsearch, HortonWorks, i ara Cyanogen. Hem estat darrere de moltes de les més reeixides companyies de programari de codi obert al món. Tenim un profund respecte per les necessitats especials d'aquest tipus d'empreses, i com construïm empreses preservant la transparència i el vigor de les comunitats de codi obert. | » |

El gener de 2015, es va informar que Microsoft havia invertit en Cyanogen, i que això podria ser part d'una estratègia per crear una versió d'Android que funcionava bé amb la plataforma Microsoft.A l'abril de 2015, Cyanogen va anunciar una aliança estratègica amb Microsoft, per integrar aplicacions i serveis de Microsoft a Cyanogen OS. El gener de 2016, Cyanogen va llançar una actualització que va començar publicitat les aplicacions de Microsoft quan un usuari intenti obrir certs tipus d'arxius en els telèfons amb Cyanogen OS.

### Reestructuració i cessament de serveis
Malgrat la popularitat de CyanogenMod com a ROMs personalitzades, Cyanogen Inc. no van poder persuadir a les companyies telefòniques perquè utilitzessin la seva versió d'Android. Al juliol de 2016 van acomiadar al voltant de 30 dels seus 136 funcionaris i de gestió, incloent el cap de producte, i també van tancar la seva oficina de Seattle (altres oficines van ser descrites com a"desaparegudes"), com a part d'un canvi estratègic pel recentment nomenat Cap d'operacions Lior Tal. El CEO Kirt McMaster també va abandonar el seu paper a l'octubre de 2016 i Tal es va convertir en CEO en aquest moment, i es va creure que el fundador de CyanogenMod Steve Kondik havia estat retirat del tauler i que va deixar un mes més tard al novembre de 2016.
L'anàlisi de mitjans es va centrar en decisions dubtoses de gestió en Cyanogen Inc. com a part del motiu del fracàs. El 2014, la companyia va notificar bruscament al seu soci actual OnePlus – que utilitzava CyanogenMod per als seus telèfons i que acabava de llançar models a la India– que havia arribat a un acord exclusiu que cobreix a la India amb un altre proveïdor, donant lloc a una ruptura acrimoniosa de la seva relació, que es va descriure als mitjans com "pràcticament cargolat" i "traïció" de OnePlus i es mou "sorprenentment infantil"; OnePlus va ser prohibit de vendre a la India com a resultat. Posteriorment, el CEO de Cyanogen va tenir la seva intenció de desplaçar-se a Google en el control del sistema operatiu Android. No va poder obtenir una absorció suficient del seu sistema operatiu, després va canviar d'enfocament i va disparar el seu equip central i va reemplaçar el seu CEO, abans de tancar les seves operacions bàsiques de desenvolupament del sistema operatiu.
Un dia després de sortir, Steve Kondik va escriure una entrada al bloc en què va declarar que en retrospectiva, ell havia confiat i contractat "les persones equivocades", que no havien compartit una visió comuna, i que havia acabat sense poder evitar el fracàs de la companyia i la formació d'un "nou equip" en el seu lloc. Va cridar l'atenció sobre la seva pròpia part en el fracàs, la pèrdua de drets del nom "CyanogenMod" de la comunitat, i la bretxa en la percepció entre els desenvolupadors d'Android ("La resta de la comunitat de ROM sembla que depèn molt de nosaltres, però alhora ens volem morts. Com ho solucioneu a la Terra?"). Va demanar a la comunitat que considerés fer una branca i un rebranding del codi font, possiblement amb alguna forma de micromecenatge basada en la popularitat subjacent del projecte.
El 23 de desembre de 2016, Cyanogen Inc. va anunciar que tancaven la infraestructura darrere de CyanogenMod. Aviat va ser seguit per notícies que migrarà el projecte CyanogenMod principal, reanomenant-se com a "LineageOS". El 24 de desembre de 2016, el responsable de les relacions de desenvolupadors i l'administrador del fòrum de la comunitat, Abhisek Devkota, membre del "core team" de Cyanogen va escriure que la comunitat havia perdut el seu "últim advocat restant" dins de la companyia i la seva veu en Cyanogen Inc. i el futur del seu programari. Va afirmar que mentre "aquesta acció més recent de [Cyanogen Inc.] definitivament és un cop de mort per CyanogenMod", la comunitat ja havia començat a donar els passos necessaris per forçar el projecte sota un nou nom i tenia l'objectiu de tornar als seus orígens bàsics, tot conservant els enfocaments professionals adoptats durant l'era Cyanogen Inc. A causa de les connotacions negatives relacionades amb la conducta de Cyanogen Inc, així com l'abast de la disputa legal, a la nova branca del projecte es va decidir no utilitzar les marques existents "Cyanogen" o "CyanogenMod", que en tot cas pertanyien a l'empresa.

## Reacció de la Indústria
Les primeres respostes dels fabricants de tauletes i telèfons intel·ligents i les companyies de telefonia mòbil eren típicament insolidari del desenvolupament de microprogramarri de tercers com CyanogenMod. Els fabricants expressen la seva preocupació pel funcionament inadequat dels dispositius que executen el programari no oficial i les despeses de suport relacionats. D'altra banda, els microprogramaris modificats com CyanogenMod a vegades ofereixen funcions per a les quals els transportistes d'una altra manera cobrar una prima (e.g., tethering). Com a resultat, els obstacles tècnics incloent bloquejades com el carregador de l'arrencada i l'accés restringit als permisos de root eren comuns en molts dispositius.
No obstant això, com el programari desenvolupat per a la comunitat ha crescut més la popularitat i després d'una intervenció de la Biblioteca del Congrés dels Estats Units que permet als dispositius mòbils "lliberats", fabricants i agències han suavitzat la seva posició en relació amb CyanogenMod i altres distribucions de firmware no oficials, amb alguns, incloent HTC, Motorola, Samsung i Sony Ericsson, donar suport i fomentar el desenvolupament. Com a resultat d'això, el 2011 la necessitat d'eludir restriccions de maquinari per instal·lar el microprogramari no oficial disminuït com un nombre cada vegada més gran de dispositius enviats amb carregador de l'arrencada desbloquejat o desbloqueables, similar a la gamma Nexus de telèfons. Els fabricants de dispositius HTC i Motorola van anunciar que donarien suport al programari aftermarket desenvolupadors fent el gestors d'arrencada de tots els nous dispositius desbloquejar, encara que això encara viola la garantia d'un dispositiu. Samsung va enviar diversos telèfons Galaxy S II
fins a l'equip de CyanogenMod amb el propòsit exprés de portar CyanogenMod al dispositiu, i l'operador de telefonia mòbil T-Mobile US expressant el suport al projecte de CyanogenMod, 
twittejant "CM7 és genial!".
Els fabricants de telèfons també s'han dut a l'alliberament de "edicions de desenvolupador" en telèfons que són desbloquejats.

## Llicències
Fins a la versió 4.1.11.1, CyanogenMod a inclòs les aplicacions propietàries proporcionades per Google, com Gmail, Maps, Android Market (ara conegut com a Play Store), Talk (ara Hangouts), i YouTube, així com els controladors de maquinari propietaris. Aquests paquets es van incloure amb les distribucions dels proveïdors d'Android, però no una llicència per a la seva distribució gratuïta. Després que Google va enviar una carta de cessament i desisteixi per al cap de desenvolupadors de CyanogenMod, Steve Kondik, a finals de setembre del 2009 perquè deixi de distribuir les aplicacions esmentades anteriorment, el desenvolupament va deixar per uns dies. La reacció de molts usuaris Cyanogenmod cap a Google era hostil, alguns afirmen que les amenaces legals de Google fan mal els seus propis interessos, violant el seu lema corporatiu informal "Don't be evil" i era un desafiament a la comunitat de codi obert Google va afirmar a abraçar.
Després d'una declaració de Google va aclarir la seva posició i una negociació posterior entre Google i Cyanogen, es va resoldre que el projecte Cyanogenmod continuaria, en una forma que no posaria paquets directament de components propietat "Google Experience". Es va determinar que els propietaris de les aplicacions de Google poden ser recolzats en marxa des del microprogramari proporcionat per Google al telèfon i després tornar a instal·lar en versions CyanogenMod sense infringir els drets d'autor.
El 28 de setembre de 2009, Cyanogen va advertir que si bé els problemes ja no es mantenen amb Google, encara hi ha problemes potencials de llicències en relació de propietat, de controladors de codi tancat. El 30 de setembre de 2009, Cyanogen va publicar una actualització en la matèria. Kondik va escriure que estava reconstruint el codi font, i que ell creia que els problemes de llicència amb els conductors podrien ser resolts. Va afegir que ell també estava rebent ajuda dels empleats de Google.

## Historial de versions
| Versió de CyanogenMod | Versió d'Android                   | Última versió principal | Data de llançament | Canvis notables |  |
| --------------------- | ---------------------------------- | ----------------------- | ------------------ | --- |  |
| 3                     | Android 1.5 (Cupcake)              | 3.6.8.1                 | 1 juliol 2009      | 3.6.8 basa en endavant en 1.5r3 Android |  |
| 3                     | Android 1.5 (Cupcake)              | 3.9.3                   | 22 juliol 2009     | 3.9.3 té des d'ara ajuda de FLAC |  |
| 4                     | Android 1.5/1.6 (Cupcake/Donut)    | 4.1.4                   | 30 agost 2009      | 4.1.4 basada en endavant en Android 1.6 (Donut); QuickOffice retirat de 4.1.4 d'ara endavant; El programari propietari se separa a causa de cessar i desistir de 01.04.99 en endavant |  |
| 4                     | Android 1.5/1.6 (Cupcake/Donut)    | 4.2.15.1                | 24 octubre 2009    | 4.2.3 té des d'ara suport tethering USB; 4.2.6 basada en endavant en Android 1.6r2; 4.2.11 afegeix des d'ara pinch zoom pel Navegador, un pessic de zoom i lliscar a la Galeria. |  |
| 5                     | Android 2.0/2.1 (Eclair)           | 5.0.8                   | 19 juliol 2010     | Introduït ADW.Launcher com el llançador per defecte. |  |
| 6                     | Android 2.2.x (Froyo)              | 6.0.0                   | 28 agost 2010      | Càmera dual introduïda i el suportad hoc Wi-Fi, Just a temps (JIT) compilador per a un major rendiment |  |
| 6                     | Android 2.2.x (Froyo)              | 6.1.3                   | 6 desembre 2010    | 6.1.0 basa en endavant en Android 2.2.1. |  |
| 7                     | Android 2.3.x (Gingerbread)        | 7.0.3                   | 10 abril 2011      | 7.0.0 basa en endavant en Android 2.3.3 |  |
| 7                     | Android 2.3.x (Gingerbread)        | 7.1.0                   | 10 octubre 2011    | Basat en Android 2.3.7 |  |
| 7                     | Android 2.3.x (Gingerbread)        | 7.2.0                   | 16 juny 2012       | Nous dispositius, traduccions actualitzades, marcador telefònic predictiu, capacitat de controlar retroalimentació hàptica en hores de silenci, actualitzacions lockscreen, backports animació ICS, possibilitat de configurar la icona de la barra d'estat de la bateria, moltes correccions d'errors |  |
| 8                     | Android 3.x (Honeycomb)            | ???                     | ???                | Saltat a causa de Google no alliberar el codi font d'Android 3.0 Honeycomb. |  |
| 9                     | Android 4.0.x (Ice Cream Sandwich) | 9.1                     | 29 agost 2012      | Seguretat avançada: l'ús de l'arrel desactivat per defecte. Afegit suport per SimplyTapp. Propi llançador de Cyanogen Introduït , 'Trebuchet' . |  |
| 10                    | Android 4.1.x (Jelly Bean)         | 10.0.0                  | 13 novembre 2012   | Mode d'escriptori ampliable. Armaris encastats, administrador de fitxers root habilitat. |  |
| 10                    | Android 4.2.x (Jelly Bean)         | 10.1.3                  | 24 juny 2013       | |  |
| 10                    | Android 4.3.x (Jelly Bean)         | 10.2.1                  | 31 gener 2014      | Telèfon: llista negra - Característica afegida. |  |
| 11                    | Android 4.4.x (KitKat)             | 11.0 XNG3CA             | 25 juny 2015       | WhisperPush : Integració del protocol TextSecure de xifrat end-to-end com una característica opcional. Permet l'enviament de missatges instantanis xifrats a altres usuaris de CM, TextSecure, i Signal. Aquesta característica es va suspendre al febrer de 2016. Cyanogenmod ThemeEngine : nou motor de temes que permet a l'usuari aplicar i barrejar temes personalitzats, permet editar els fitxers amb el codi |  |
| 12                    | Android 5.0.x (Lollipop)           | 12.0 YNG4N              | 25 juny 2015       | LiveDisplay: eina avançada de gestió de visualització, amb característiques com ara el color, gamma, saturació i calibratge de temperatura Les actualitzacions de motor del tema: permet tematització ara separat per paquets (utilitzat en Cyanogenmod per navigationbar i StatusBar, en CyanogenOS per AppThemer, cosa que li permet aplicar un tema diferent per a cada aplicació) ReVamp UI: totes les aplicacions han estat actualitzades amb el tema de material AudioFX i Once: dues noves aplicacions relacionades amb l'audiovisual (Equalitzador i Reproductor) |  |
| 12                    | Android 5.1.x (Lollipop)           | 12.1 YOG7DAO            | 27 gener 2016      | CyanogenPlatform SDK: permet als desenvolupadors de tercers afegir APIs personalitzats per integrar la seva aplicació amb Cyanogenmod |  |
| 13                    | Android 6.0 (Marshmallow)          | 13.0 ZNH5YAO            | 17 abril 2016      | Eliminat: capacitat WhisperPush (xifrat IM), ajustaments ràpids, canvi de perfils de sistema des del menú d'inici, mode avançat, Multisim, etc. Nou: nous controls per a les «icones de la barra d'estat», nova pantalla (AOSP), «doble toc per activar» (double-tap-to-wake) i mode silencios reemplaçat per la impelmentació d'AOSP, CM Protected apps, suport per empremta digital, etc. |  |
| 14                    | Android 7.0 (Nougat)               | N/D                     |                    | Saltat, ja que Google ha alliberat 7.1 abans de completar el desenvolupament de CM 14.0. |  |
| 14                    | Android 7.1 (Nougat)               | 14.1                    | 9 novembre 2016    | CM14.1 és considerat "treball en progrés" i falten algunes de les característiques de la signatura de CyanogenMod. Els canvis són desconeguts. Mai ha assolit la versió estable. |  |

## Cyanogen OS
Cyanogen desenvolupa comercialment sistemes operatius preinstal·lats en alguns dispositius (OnePlus One, YU Yureka, YU Yuphoria, Andromax Q, BQ Aquaris X5, Lenovo ZUK Z1, Wileyfox Swift, Wileyfox Storm) basat en el codi font de CyanogenMod.
Cyanogen OS sovint es distribueix amb aplicacions propietàries addicionals, i un conjunt de programes exclusius de Cyanogen OS conegut com a C-Apps. CyanogenMod no inclou ja sigui per defecte, però els usuaris les poden obtenir per separat si així ho desitgen.
Inicialment distingit amb el sufix -S  (CyanogenMod 11S) , amb la versió 12 de Cyanogen va marcar de nou l'oferta personalitzada com Cyanogen OS. Cyanogen va començar a empènyer Cyanogen OS 13 basat en Android 6.0.1 pel OnePlus One el 9 d'abril de l'any 2016 utilitzant el nom en clau ZNH0EAS26M. CyanogenMod es pot instal·lar en els dispositius amb Cyanogen OS.

### Diferències entre CyanogenMod i Cyanogen OS
| Nom         | Estoc o reemplaçament de microprogramari? | Basat en:                 | Preinstal·lat o instal·lació manual?    | Accés superusuari? | Desenvolupadors:            |
| ----------- | ----------------------------------------- | ------------------------- | --------------------------------------- | ------------------ | --------------------------- |
| Cyanogen OS | Microprogramari Estoc.                    | Plataforma mòbil Android. | Ve preinstal·lat en alguns dispositius. | No                 | Cyanogen                    |
| CyanogenMod | Reemplaçament del microprogramari         | Plataforma mòbil Android. | Instal·lació manual requerida           | Sí                 | La comunitat de CyanogenMod |

## Dispositius suportats
CyanogenMod suporta tots els Nexus, dispositius Google Play Edition, i la majoria dels altres dispositius de forma oficial. Proporciona prova, cada nit, mensual i estable construeix des de fa més de 150 dispositius (en la branca Desenvolupaments actual).